# Пирогівка (Львів)
Пирогі́вка — місцевість Сихівського району Львова, навколо сучасної вулиці Пирогівки, між вулицями Пасічною та Вулецькою. Зі сходу прилягає до Винниківського лісопарку. 